# Obrzycko (stacja kolejowa)
Obrzycko − zamknięta stacja kolejowa w Obrzycku, w Polsce, w województwie wielkopolskim, w powiecie szamotulskim. Obecnie budynek stacji pełni funkcje mieszkalne.